# Francisco Rodríguez Marín

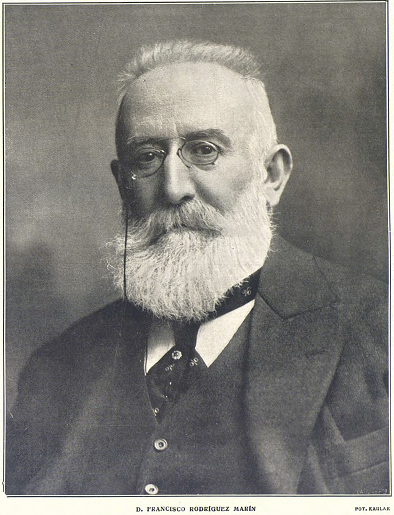
Francisco Rodríguez Marín

Francisco Rodríguez Marín  (* 1855 in Osuna (Provinz Sevilla); † 1943 in Madrid) war ein spanischer Dichter, Romanist, Hispanist, Ethnologe und Lexikograf.

## Leben und Werk
Rodríguez Marín studierte Jura und Philologie. Dann betätigte er sich in Osuna als Journalist, sowie in Sevilla als Rechtsanwalt. 1904 verlor er die Stimme und widmete sich von da an ausschließlich der Philologie. 1905 wurde er in die Real Academia Española aufgenommen. Von 1930 bis 1936 leitete er die Spanische Nationalbibliothek.
Rodríguez Marín veranstaltete, wenn auch ohne moderne kritische Methode, mehrere durch Anmerkungsreichtum bedeutende Ausgaben des Don Quijote, erarbeitete Leben und Werk des Pedro Espinosa, gab Luis Vélez de Guevara und  Cristóbal Suárez de Figueroa heraus und ermittelte mit positivistischer Herangehensweise zahlreiche Daten zur spanischen Literaturgeschichte. Als Lexikograf sammelte er reiches lexikologisches Material (40.000 Sprichwörter, 12.000 Wörter, 1.300 andalusische Vergleichsformeln), das in bestehenden Wörterbüchern, namentlich dem Wörterbuch der Akademie, fehlte, und das er überwiegend der Volkssprache entnahm. Von ethnologischem Interesse ist seine Sammlung von Volksliedern. Bis zur Jahrhundertwende publizierte er eigene Lyrik.

## Werke

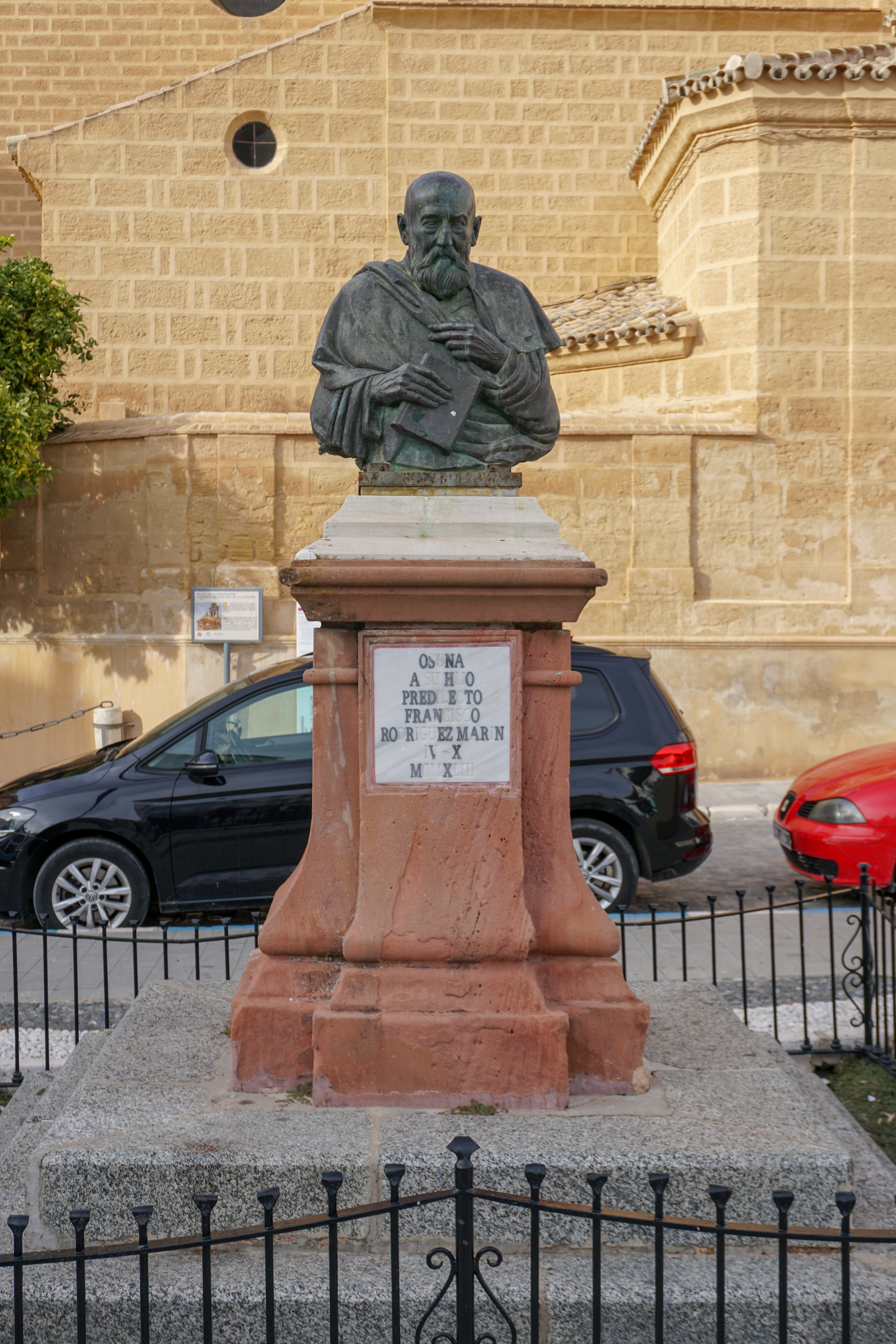
Statue für Francisco Rodríguez Marín in Osuna.

### Lexikografie und Ethnologie
- Cantos populares españoles, Sevilla 1882-1883
- Mil trescientas comparaciones populares andaluzas recogidas de la tradición oral. Concordadas con las de algunos países románicos y anotadas, Sevilla 1899
- Dos mil quinientas voces castizas y bien autorizadas que piden lugar en nuestro léxico, Madrid 1922
- Nuevos datos para las biografías de cien escritores de los siglos XVI y XVII, Madrid 1923
- Más de 21000 refranes castellanos no contenidos en la copiosa colección del maestro Gonzalo Correas. Allególos de la tradición oral y de sus lecturas durante más de medio siglo (1871-1926), Madrid 1926, 1975
- El alma de Andalucía en sus mejores coplas amorosas escogidas entre más de 22.000, Madrid 1929
- 12.600 refranes más no contenidos en la colección del maestro Gonzalo Correas ni en «Más de 21.000 refranes castellanos», Madrid 1930
- Modos adverbiales castizos y bien autorizados que piden lugar en nuestro léxico, Madrid 1931
- Los 6.666 refranes de mi última rebúsqueda  que con «Más de 21.000» y «12.600 refranes más» suman largamente 40.000 refranes castellanos no contenidos en la copiosa colección del maestro Gonzalo Correas, Madrid 1934

### Herausgabe des Don Quijote
- El ingenioso hidalgo Don Quijote de la Mancha, 8 Bde., Madrid 1911-1913
- El ingenioso hidalgo Don Quijote de la Mancha, 6 Bde., Madrid 1916-1917
- El ingenioso hidalgo Don Quijote de la Mancha, 7 Bde., Madrid 1927-1928
- El ingenioso hidalgo Don Quijote de la Mancha, 10 Bde., Madrid 1947-1949

### Weitere literarhistorische Arbeiten (Auswahl)
- Luis Barahona de Soto. Estudio biográfico, bibliográfico y crítico, Madrid 1903
- Pedro Espinosa. Estudio biográfico, bibliográfico y crítico, Madrid 1907
- (Hrsg.) Luis Vélez de Guevara, El diablo cojuelo, Madrid 1918